# Langballe (Sydslesvig)
 For alternative betydninger, se Langballe. (Se også artikler, som begynder med Langballe)
Langballe (tysk: Langballig) er en landsby og kommune beliggende ved Flensborg Fjord i det nordlige Angel i Sydslesvig. Administrativt hører landsbyen under Slesvig-Flensborg kreds i delstaten Slesvig-Holsten i det nordlige Tyskland. 

## Geografi
Til Langballe kommune hører også de små bebyggelser og landsbyer Langballegård (tysk Freienwillen), Hohenau, Langballeå (Langballigau), Langballeskov (Langballigholz), Langballekaad (Langballigkaten), Trolljunker, Undevad (Unewatt), Undevadmark (Unewattfeld) og Undevadgård (Unewatt Hof). Kommunen samarbejder med andre kommuner i omegnen i Langballe kommunefælleskab (Amt Langballig). I kirkelig henseende hører Langballe under Grumtoft Sogn. I den danske tid indtil 1864 lå sognet i Husby Herred (Flensborg Amt).

## Historie
Langballe er første gang nævnt 1450. Stednavnet er sammsat af tillægsord lang og balle. Balle (glda. balgh og oldn. bali for en sandhøj) beskriver en (ophøjet) del af en landsby eller en forhøjning (sml. Ballum i Munkbrarup Sogn), hvilket fint passer til landskabet omkring. 
Langballeå er første gang nævnt 1715. Landsbyen var i 1900-tallet et større fiskerleje, men nu præger turisme og lystsejlere billedet i landsbyen. 
Landsbyen udvides de kommende år med et nyt udviklingsområde mod vest på Nørrelyk (Norderlücke). Stednavnet Nørrelyk er allerede nævnt i 1726.

## Museet
I Undevad (Unewatt) findes Angels landskabsmuseum Undevad. En vandresti fører langs med museumsøerne midt igennem landsbyen. Museet har stået færdig siden 1987. Ved indgangen til landsbyen ligger Marxengård, som flyttedes hertil fra Sønder Brarup. Midt i landsbyen findes en rekonstrueret kærnemølle som del af landsbyens gamle mejeri og et røgeri. Den hollandske kornmølle Fortuna fra 1878 ligger ophøjet over resten af landsbyen. I udkanten af landsbyen i Christensens lade findes en samling af store landbrugsredskaber.

## Kendte
Gustav Johannsen var lærer i Langballe i årene 1862-1864. Rigsfeltherre Hans Schack kom fra Undevad.